# كتب (أبل)
أبل بوكس (سابقاً آي بوكس) (بالإنجليزية: Apple Books)‏ هو برنامج ومتجر كتب إلكتروني من شركة أبل تم تقديمه مع الآي باد في 27 يناير 2010، وطرح للآي فون مع إصدار نظامه الرابع.
قالت شركة ابل أنَّ متجر أبل بوكس سيكون متوفراً فقط في الولايات المتحدة الأمريكية. المعلومات التي أعلنت في مارس 2010 أكدت القول بأن متجر أبل بوكس سيكون حصرياً على الولايات المتحدة. أبل بوكس يعطي الإمكانية لشراء الكتب عبر الانترنت.

## الواجهة
عندما تلج إلى أبل بوكس، سترى رفاً وعليه الكتب الرقمية المشتراة مسبقاً، بالإضافة إلى زر أعلى اليسار يدخلك إلى ما يسمى بمتجر أبل بوكس.

## متجر أبل بوكس
متجر أبل بوكس  (بالإنجليزية:Apple Books Store) هو المتجر الرقمي الذي يعطي الإمكانية لشراء كتب رقمية عبر الانترنت، ووضعها في آي باد.
المتجر حالياً متاح في الولايات المتحدة فقط، ويتردد أن ابل تخطط لتعميمه عالمياً.